# Wohldefiniertheit
Wohldefiniertheit bezeichnet in der Mathematik und Informatik die Eigenschaft eines Objekts, eindeutig definiert zu sein. Der Begriff findet vor allem dann Anwendung, wenn die Möglichkeit besteht, dass das Objekt ansonsten mehrdeutig ist.
Ein wohldefinierter Ausdruck liefert definitionsgemäß genau einen Wert, bzw. eine Interpretationsmöglichkeit.
In einem erweiternden Sinn wird dieser Begriff mitunter verwendet, um auszusagen, dass ein Objekt widerspruchsfrei, d. h. formal korrekt definiert ist.
Die Fragestellung, ob ein Objekt wohldefiniert ist, ergibt sich häufig in der Mathematik dadurch, dass ein Objekt nicht nur durch eine Definitionsgleichung (explizit), sondern auch durch eine charakteristische Eigenschaft (implizit) definiert werden kann.
Insbesondere bei Funktionen oder Verknüpfungen kommt es vor, dass sie nur „implizit definiert“ werden können. Dies geschieht dadurch, dass zunächst eine Relation (als Untermenge eines kartesischen Produkts) mit derselben Anzahl von Stellen (explizit) definiert wird. Von dieser Relation wird ausdrücklich behauptet, dass sie von einem spezifischen Typ, bspw. Funktion oder Verknüpfung, ist. Die gesamte „Definition“ ist jedoch erst dann vollständig und gültig, wenn ein Beweis für die Behauptung erbracht ist. Man sagt dann: das Objekt oder der Begriff ist (als dieser spezifische Typ) wohldefiniert. Andernfalls spricht man von Mehrdeutigkeit u. Ä., und das mathematische Objekt bleibt undefiniert.

Vereinfacht ausgedrückt ist in der Mathematik eine Definition wohldefiniert, wenn sie eindeutig und widerspruchsfrei zu Axiomen und vorausgegangenen Definitionen ist.

## Einfache Beispiele
Analogie
1. Die Definition einer Ziegenart A laute:
„Säugetier mit Hörnern, mit Eigenschaft A“.
Diese Ziegenart A ist als Ziegenart nicht wohldefiniert, weil es auch andere Säugetiere mit Hörnern gibt, die möglicherweise Eigenschaft A besitzen.
Wenn wir jedoch nachweisen, dass Eigenschaft A ausschließlich bei Ziegen auftritt, so ist die Ziegenart A wohldefiniert, weil es dann genau eine Art von Säugetieren geben kann, die Eigenschaft A erfüllen und die Definition damit eindeutig ist.
Mathematik
1. „Für alle {\displaystyle x\in \mathbb {R} _{\geq 0}} ist {\displaystyle f_{1}(x)} „definiert“ als diejenige Zahl {\displaystyle y\in \mathbb {R} _{\geq 0}}, für die gilt {\displaystyle y^{2}=x}.“
2. „Für alle {\displaystyle x\in \mathbb {R} } ist {\displaystyle f_{2}(x)} „definiert“ als diejenige Zahl {\displaystyle y\in \mathbb {R} }, für die gilt {\displaystyle y^{2}=x}.“
3. „Für alle {\displaystyle x\in \mathbb {R} _{\geq 0}} ist {\displaystyle f_{3}(x)} „definiert“ als diejenige Zahl {\displaystyle y\in \mathbb {R} }, für die gilt {\displaystyle y^{2}=x}.“

Dabei soll es sich um die „Definition“ von Funktionen {\displaystyle f_{1},f_{2},f_{3}} handeln mit angegebener Definitions- und Wertemenge.
| Zu 1: | Zu jeder Zahl {\displaystyle x} in der Definitionsmenge {\displaystyle \mathbb {R} _{\geq 0}} existiert eine (Linkstotalität) und nur eine (Rechtseindeutigkeit) Zahl {\displaystyle y} in der Wertemenge {\displaystyle \mathbb {R} _{\geq 0}} mit der Eigenschaft {\displaystyle y^{2}=x}. (Die Quadratfunktion von {\displaystyle \mathbb {R} _{\geq 0}} nach {\displaystyle \mathbb {R} _{\geq 0}} ist bijektiv.) Die Funktion {\displaystyle f_{1}} ist also wohldefiniert. {\displaystyle f_{1}} ist die Quadratwurzelfunktion.        |
| Zu 2: | Die zweistellige Relation {\displaystyle f_{2}:=\{(x,y)\mid x\in \mathbb {R} ,y\in \mathbb {R} ,y^{2}=x\}\subseteq \mathbb {R} \times \mathbb {R} } ist nicht linkstotal. Denn {\displaystyle x=-1} ist {\displaystyle \in \mathbb {R} }, damit Element der linken Menge, die die Definitionsmenge darstellen soll. Es gibt aber kein {\displaystyle y\in \mathbb {R} }, der rechten Menge, mit {\displaystyle y^{2}=x=-1}. Die Existenz ist verletzt. Also ist {\displaystyle f_{2}} (als Funktion) nicht wohldefiniert und keine Funktion. |
| Zu 3: | Die zweistellige Relation {\displaystyle f_{3}:=\{(x,y)\mid x\in \mathbb {R} _{\geq 0},y\in \mathbb {R} ,y^{2}=x\}\subseteq \mathbb {R} _{\geq 0}\times \mathbb {R} } ist nicht rechtseindeutig. Denn es gilt {\displaystyle y_{1}^{\;\!2}=4=y_{2}^{\;\!2}} für zwei verschiedene Elemente {\displaystyle y_{1}:=2,y_{2}:=-2} aus der rechten Menge {\displaystyle \mathbb {R} }, die die Wertemenge darstellen soll. Die Eindeutigkeit ist verletzt. Also ist {\displaystyle f_{3}} (als Funktion) nicht wohldefiniert.                     |

## Definition ohne Vorgriff
Die Anführungszeichen bei „definiert“ und „Definition“ lassen sich vermeiden, wenn man darauf verzichtet, sofort eine Funktion zu definieren. Stattdessen definiert man in einem ersten Schritt nur eine zweistellige Relation – was immer geht. (So geschehen in den Bemerkungen zu den einfachen Beispielen 2 und 3.)
In einem zweiten Schritt weist man nach, dass die so definierte zweistellige Relation die Eigenschaften Linkstotalität und Rechtseindeutigkeit hat, also eine Funktion ist. Dieser zweite Schritt entspricht genau dem üblichen Überprüfen der Wohldefiniertheit.
Dieselben mathematischen Objekte können also auch ohne den Begriff „wohldefiniert“ gebildet werden, womit dieser Begriff sich als in der Mathematik entbehrlich herausstellt.
Gleichwohl ist die Vorwegnahme der Funktionseigenschaft in der „Definition“ gängige Praxis, vor allem, weil damit das Objekt der Definition sofort als Funktion bekannt gemacht wird. Und da der Zweck einer „Definition“ nicht ihr Misslingen ist, kommt in mathematischen Texten eine Nicht-Wohldefiniertheit nicht vor.

## Repräsentantenunabhängigkeit
In der Literatur findet sich häufig die Definition von Wohldefiniertheit als Repräsentantenunabhängigkeit. Vereinzelt wird ausdrücklich darauf hingewiesen, dass es keine darüber hinausgehende Bedeutung gibt.
Typischerweise ist die Frage nach der Wohldefiniertheit einer Funktion dann zu stellen, wenn die die Funktion definierende Gleichung nicht (nur) auf die Argumente selbst, sondern (auch) auf Elemente der Argumente Bezug nimmt. Dies ist gelegentlich unvermeidlich, wenn die Argumente Äquivalenzklassen sind. Ein Element einer Äquivalenzklasse wird Repräsentant genannt, und auf einen solchen wird Bezug genommen.
Dies soll an einem Beispiel erläutert werden. Jede rationale Zahl lässt sich als Bruch aus zwei ganzen Zahlen, dem Zähler und dem Nenner, schreiben. „Definieren“ wir also {\displaystyle f\colon \mathbb {Q} \to \mathbb {Z} \colon a/b\mapsto a} als „Funktion“, die jeder rationalen Zahl ihren Zähler zuordnet.
Nun gilt {\displaystyle 1/2=2/4}, also hätte zu gelten {\displaystyle 1=f(1/2)=f(2/4)=2}, ein Widerspruch! Die „Definition“ von {\displaystyle f} kann also nicht in Ordnung sein. Die „Definition“ von {\displaystyle f} ist nicht wohldefiniert. Sehen wir uns dazu die „Definition“ von {\displaystyle f} genauer an: Der Bruch {\displaystyle a/b} steht für die Äquivalenzklasse {\displaystyle [a/b]} aller Paare {\displaystyle (x,y)}, für die {\displaystyle ay=xb} gilt. Die Definition von {\displaystyle f} müsste also genauer lauten: Für alle rationalen Zahlen {\displaystyle q} ist {\displaystyle f(q)} „definiert“ als derjenige Wert {\displaystyle x\in \mathbb {Z} } für den es ein {\displaystyle y\in \mathbb {N} } gibt mit {\displaystyle [x/y]=q}. Die Äquivalenzklasse {\displaystyle q} ist Argument von {\displaystyle f;} Bezug genommen wird auf den Repräsentanten {\displaystyle x/y\in q.} Nun stellt sich heraus, dass es mehrere solcher {\displaystyle x/y} gibt – für {\displaystyle q=[1/2]} sind dies zum Beispiel {\displaystyle x=1,y=2} oder {\displaystyle x=2,y=4.} {\displaystyle f} ist nicht wohldefiniert und die „Definition“ ist keine.
Hat ein Element {\displaystyle a\in A} also mehrere Darstellungen (im Beispiel: {\displaystyle 1/2}, {\displaystyle 2/4}, {\displaystyle 3/6}, …), dann muss eine Funktion {\displaystyle f\colon A\to B} diesem Element einen Wert {\displaystyle f(a)} zuordnen, der von der Darstellung von {\displaystyle a} unabhängig ist. Die „Definition“
{\displaystyle f\colon \mathbb {Q} \setminus \{0\}\to \mathbb {Q} \setminus \{0\}\colon a/b\mapsto b/a} zum Beispiel erfüllt diese Bedingung.
Für die folgenden zwei mathematischen Konzepte muss die Repräsentantenunabhängigkeit nachgewiesen werden:

### Induzierte Abbildungen

#### Definition der induzierten Abbildung
Gegeben seien zwei Mengen {\displaystyle A_{1}} und {\displaystyle A_{2}} sowie Äquivalenzrelationen {\displaystyle \sim _{1}} auf {\displaystyle A_{1}} und {\displaystyle \sim _{2}} auf {\displaystyle A_{2}}. Mit {\displaystyle [a_{1}]_{1}} sei die Äquivalenzklasse {\displaystyle \{a\mid a\sim _{1}a_{1}\}} des Elements {\displaystyle a_{1}\in A_{1}} bezüglich {\displaystyle \sim _{1}} bezeichnet und entsprechend mit {\displaystyle [a_{2}]_{2}} die Äquivalenzklasse des Elements {\displaystyle a_{2}\in A_{2}} bezüglich {\displaystyle \sim _{2}}. Die Menge der Äquivalenzklassen {\displaystyle {A_{1}}_{/\sim _{1}}:=\{[a_{1}]_{1}\mid a_{1}\in A_{1}\}} heißt Faktormenge von {\displaystyle A_{1}} (nach der Äquivalenzrelation {\displaystyle \sim _{1}}).
Hat man nun eine Funktion (oder Abbildung) {\displaystyle f\colon A_{1}\to A_{2}} gegeben, so lässt sich stets eine (zweistellige) Relation {\displaystyle {\tilde {f}}} auf dem Paar
|                                       | {\displaystyle {\color {OliveGreen}{A_{1}}_{/\sim _{1}}}} | {\displaystyle \times } | {\displaystyle {\color {red}{A_{2}}_{/\sim _{2}}}} |                                            |
| der Faktormengen gemäß der Vorschrift |                                                           |                         |                                                    |                                            |
| {\displaystyle {\tilde {f}}:=\{\;(}   | {\displaystyle {\color {OliveGreen}[a_{1}]_{1}}}          | {\displaystyle ,}       | {\displaystyle {\color {red}[f(a_{1})]_{2}}}       | {\displaystyle )\,\mid \,a_{1}\in A_{1}\}} |

definieren. Diese Definition ist als Definition einer Relation gültig und vollwertig. Ihr Zweck ist aber (meist) die Definition einer Abbildung. So wird {\displaystyle {\tilde {f}}} auch schon die von {\displaystyle f} induzierte Abbildung genannt, obwohl die Verwendung des Begriffs Abbildung genaugenommen einen Vorgriff auf die noch unbewiesene Wohldefiniertheit darstellt.

#### Wohldefiniertheit einer induzierten Abbildung
Zunächst ist {\displaystyle {\tilde {f}}} nämlich nur eine zweistellige Relation {\displaystyle \subseteq {A_{1}}_{/\sim _{1}}\times {A_{2}}_{/\sim _{2}}}, die genau dann die (restlichen) Forderungen an die (ebenfalls zweistellige Relation der) Funktion oder Abbildung erfüllt, wenn es zu jedem Argumentwert {\displaystyle [a_{1}]_{1}} nur einen (einzigen) Funktionswert {\displaystyle {\tilde {f}}([a_{1}]_{1})} gibt. Hierfür muss gelten:
{\displaystyle \forall x,y\in A_{1}\quad ([x]_{1}=[y]_{1}\Longrightarrow [f(x)]_{2}=[f(y)]_{2})}.
Genau dann, wenn diese (Repräsentantenunabhängigkeit genannte) Forderung erfüllt ist, wird die induzierte „Abbildung“ {\displaystyle {\tilde {f}}} wohldefiniert genannt und ist nicht nur eine Relation, sondern wirklich eine Abbildung.

#### Beispiele für induzierte Abbildungen
- Sei {\displaystyle A_{1}=\mathbb {Z} } und {\displaystyle A_{2}=\{0,1\}}. Als Äquivalenzrelation {\displaystyle \sim _{1}} wählen wir die „Äquivalenz modulo 3“, d. h., es gelte

{\displaystyle x\sim _{1}y,\quad \mathrm {falls} \quad {\frac {x-y}{3}}\in \mathbb {Z} \ .}
Die Äquivalenzrelation {\displaystyle \sim _{2}} sei die gewöhnliche Gleichheit, also {\displaystyle x\sim _{2}y\;}, falls {\displaystyle x=y}. (Eine Äquivalenzklasse besteht somit aus genau einem Element.)
Als Funktion wählen wir
{\displaystyle f\colon \mathbb {Z} \to \{0,1\},\ x\mapsto {\begin{cases}0,&{\text{wenn }}x{\text{ gerade,}}\\1,&{\text{wenn }}x{\text{ ungerade.}}\end{cases}}}
Die induzierte „Abbildung“ ist dann
{\displaystyle {\tilde {f}}\colon \mathbb {Z} _{/\sim _{1}}\to \{0,1\}_{/\sim _{2}},\ [x]_{1}\mapsto [f(x)]_{2}={\begin{cases}[0]_{2},&{\text{wenn }}x{\text{ gerade,}}\\{[}1{]}_{2},&{\text{wenn }}x{\text{ ungerade.}}\end{cases}}}
Es gilt nun {\displaystyle {\tilde {f}}([5]_{1})=[1]_{2}=\{1\}\neq \{0\}=[0]_{2}={\tilde {f}}([8]_{1})}, obwohl {\displaystyle [5]_{1}=[8]_{1}}. In diesem Fall ist also die „induzierte Abbildung“ {\displaystyle {\tilde {f}}} nicht wohldefiniert und keine Abbildung.
- Sei {\displaystyle A_{1}=A_{2}=\mathbb {R} }. Die Äquivalenzrelation {\displaystyle \sim _{1}} sei erklärt durch

{\displaystyle x\sim _{1}y,\quad \mathrm {falls} \quad {\frac {x-y}{2\pi }}\in \mathbb {Z} \ ,}
und {\displaystyle \sim _{2}} sei wieder die gewöhnliche Gleichheit. Der reelle Kosinus induziert nun die Abbildung
{\displaystyle {\tilde {f}}\colon \mathbb {R} _{/\sim _{1}}\to \mathbb {R} _{/\sim _{2}},[x]_{1}\mapsto [\cos(x)]_{2}}.
Diese Abbildung ist wohldefiniert, wie man folgendermaßen zeigt: Seien {\displaystyle x,y\in \mathbb {R} } mit der Eigenschaft {\displaystyle [x]_{1}=[y]_{1}}. Gemäß der Definition von {\displaystyle \sim _{1}} existiert nun ein {\displaystyle k\in \mathbb {Z} } mit {\displaystyle x=y+k\cdot 2\pi }, und deshalb folgt {\displaystyle {\tilde {f}}([x]_{1})=[\cos(x)]_{2}=[\cos(y+k\cdot 2\pi )]_{2}=[\cos(y)]_{2}={\tilde {f}}([y]_{1})}, wobei wir die Tatsache verwendet haben, dass der Kosinus eine Periode von {\displaystyle 2\pi } besitzt.

### Induzierte Verknüpfung

#### Definition der induzierten Verknüpfung
Sei {\displaystyle A} eine nichtleere Menge mit einer Äquivalenzrelation {\displaystyle \sim } und einer inneren Verknüpfung {\displaystyle *\colon A\times A\to A} . Mithilfe {\displaystyle *} kann man auf der zugehörigen Faktorstruktur die dreistellige Relation
{\displaystyle {\begin{array}{rcccccl}&A_{/\sim }&\times &A_{/\sim }&\times &A_{/\sim }\\{\tilde {*}}:=\{(&[a]&,&[b]&,&[a*b]&)\mid a,b\in A\}\end{array}}}
definieren. Im Vorgriff auf die noch zu beweisende Wohldefiniertheit wird {\displaystyle {\tilde {*}}} die durch {\displaystyle *} auf der Faktorstruktur induzierte Verknüpfung genannt.

#### Wohldefiniertheit für induzierte Verknüpfungen
Damit diese Relation wirklich eine Verknüpfung ist, darf das Ergebnis nicht von der Wahl des Repräsentanten in einer Klasse abhängen. Das heißt, es muss für alle {\displaystyle a_{1},a_{2},b_{1},b_{2}\in A} mit der Eigenschaft {\displaystyle a_{1}\sim a_{2},\;b_{1}\sim b_{2}} gelten:
{\displaystyle a_{1}*b_{1}\sim a_{2}*b_{2}\ .}
Ist dies der Fall, ist die induzierte Verknüpfung {\displaystyle {\tilde {*}}} eine (wirkliche) Verknüpfung (der man die Eigenschaft der Wohldefiniertheit zuspricht).

#### Beispiele für induzierte Verknüpfungen
- Die Verknüpfung {\displaystyle p\colon \mathbb {Z} /3\mathbb {Z} \times \mathbb {Z} /3\mathbb {Z} \to \mathbb {Z} /3\mathbb {Z} }, gegeben durch {\displaystyle p([a],[b]):=[{|a|}^{|b|}]}, ist nicht wohldefiniert: Es gilt [5] = [2] und [3] = [6], aber

{\displaystyle p([5],[3])=[5^{3}]=[125]=[3\cdot 41+2]=[2]\neq [1]=[3\cdot 21+1]=[64]=[2^{6}]=p([2],[6])\ }.
- Betrachte die symmetrische Gruppe {\displaystyle S_{3}=\{id,(1,2),(1,3),(2,3),(1,2,3),(1,3,2)\}} und darin die Untergruppe {\displaystyle U:=\{id,(1,2)\}}. Die auf der Faktormenge {\displaystyle S_{3}/U} induzierte Verknüpfung ist nicht wohldefiniert. Es ist {\displaystyle [id]=[(1,2)]} und selbstverständlich {\displaystyle [(1,3,2)]=[(1,3,2)],} aber

{\displaystyle [(1,2)*(1,3,2)]=[(1,3)]\neq [(1,3,2)]=[id*(1,3,2)].}
- Die Addition und die Multiplikation in einem Restklassenring {\displaystyle \mathbb {Z} /n\mathbb {Z} } {\displaystyle (n\in \mathbb {N} )} sind wohldefiniert. Die Restklassen-Addition ist gerade die von der Addition in {\displaystyle \mathbb {Z} } und dem Normalteiler {\displaystyle n\mathbb {Z} } induzierte Verknüpfung.
- Ist {\displaystyle N} ein Normalteiler der Gruppe {\displaystyle G}, dann ist die auf {\displaystyle G/N} induzierte Verknüpfung wohldefiniert, und {\displaystyle G/N} heißt Faktorgruppe von {\displaystyle G} nach {\displaystyle N}. Die Eigenschaft, Normalteiler zu sein, ist sogar äquivalent dazu, dass die induzierte Verknüpfung auf der Faktormenge {\displaystyle G/N} wohldefiniert ist. Denn seien {\displaystyle g_{1},g_{2}\in G} und {\displaystyle n_{1},n_{2}\in N} beliebig. Für die Wohldefiniertheit der induzierten Gruppenverknüpfung auf den Linksnebenklassen muss gelten:

{\displaystyle [g_{1}*n_{1}]\;{\tilde {*}}\;[g_{2}*n_{2}]=[g_{1}*g_{2}]\ ,}
also {\displaystyle g_{2}*n_{2}*g_{2}^{-1}\in N}. Dies entspricht aber der Definition 2 des Normalteilers. Dasselbe Ergebnis erhält man bei den Rechtsnebenklassen.

## Wohldefiniertheit in der mathematischen Notation
Für reelle Zahlen gilt die Schreibweise {\displaystyle abc} für das Produkt {\displaystyle (ab)c=a(bc)} als wohldefiniert, da die Multiplikation das Assoziativgesetz erfüllt. Im Einklang mit der restlichen mathematischen Notation ist sie eindeutig, weil das Produkt {\displaystyle abc} für drei reelle Zahlen {\displaystyle a,b,c} immer einen eindeutigen Wert liefert.
Dies gilt auch für die in der Multiplikation nicht kommutativen Quaternionen.
Die Subtraktion ist nicht assoziativ. Dennoch gilt {\displaystyle a-b-c} mithilfe der Darstellung {\displaystyle -b:=+(-b)} als wohldefiniert.
Für reelle Zahlen {\displaystyle x} und {\displaystyle y\neq 0} ist die Schreibweise {\displaystyle {\frac {x}{y}}} für den Quotienten {\displaystyle xy^{-1}=y^{-1}x} wohldefiniert. Für die in der Multiplikation nicht kommutativen Quaternionen gilt diese Notation als nicht wohldefiniert.

### Programmiersprachen
Bei Notationen mit Operatoren in Mathematik und Informatik lässt sich jedoch durch zusätzliche Regeln für Operatorrangfolge- und Assoziativität auch ohne Klammerung meistens Eindeutigkeit erzielen.
In der Programmiersprache C ist beispielsweise der Subtraktionsoperator -  linksassoziativ, d. h. er wird von links nach rechts ausgewertet: a-b-c = (a-b)-c. Der Zuweisungsoperator =  ist jedoch rechtsassoziativ, d. h. a=b=c = a=(b=c).
In der Programmiersprache APL gibt es nur eine Rangfolgeregel: Zuerst werden die Klammern, dann der Rest von rechts nach links abgearbeitet.

## Vollständigkeit und Widerspruchsfreiheit
In einem weiteren Sinn wird Wohldefiniertheit auch auf andere Bereiche ausgedehnt. Sie bezeichnet dann eine sinnvolle und widerspruchsfreie Definition. Synonym für „nicht wohldefiniert“ in diesem Sinn werden auch „nicht definiert“ oder „nicht vollständig definiert“ gebraucht.

### Definitionsbereich einer Funktion
Im Definitionsbereich {\displaystyle D} der Abbildung {\displaystyle f\colon D\to \mathbb {R} ,x\mapsto {\tfrac {1}{x}}} darf die Null nicht enthalten sein, da {\displaystyle f} für {\displaystyle x=0} den „Wert“ {\displaystyle f(0)={\tfrac {1}{0}}} liefern würde, der auf keinen Fall reell ist. Durch Null zu teilen ist in den reellen Zahlen nicht erklärt, d. h. es gibt keine reelle Zahl, die mit Null multipliziert Eins ergeben würde.
Mit der Setzung {\displaystyle D:=\mathbb {R} \setminus \{0\}} ist aber {\displaystyle f\colon D\to \mathbb {R} ,x\mapsto {\tfrac {1}{x}}} wohldefiniert.
Ebenso ist es in den reellen Zahlen nicht erklärt, die Quadratwurzel aus negativen Zahlen zu ziehen. Anders gesagt ist die „Funktion“ {\displaystyle f\colon \mathbb {R} \to \mathbb {R} ,x\mapsto {\sqrt {x}}} nicht wohldefiniert, die Funktion {\displaystyle f\colon \mathbb {R} _{\geq 0}\to \mathbb {R} ,x\mapsto {\sqrt {x}}} hingegen schon.

### Wertebereich einer Funktion
Schreibt man die Formel {\displaystyle f(x)=x} als „Funktion“ {\displaystyle f\colon \mathbb {Z} \to \mathbb {N} ,x\mapsto x,} so wird dem Wert {\displaystyle x=-2} zwar der Wert {\displaystyle f(-2)=-2} zugeordnet. Das ist in diesem Fall aber nicht zulässig, da {\displaystyle -2\not \in \mathbb {N} } keine natürliche Zahl ist und somit nicht im Wertebereich liegt.
Andererseits kann durch Einschränkung des Wertebereichs eine implizit gegebene Funktion eindeutig gemacht werden. Als Beispiel sei die zweistellige Relation
{\displaystyle f:={\Bigl \{}(x,y)\in {\bigl (}\mathbb {R} \times \mathbb {R} )\;{\Big |}\tan y=x{\Bigr \}}}
gegeben. Wegen der Periodizität der Tangensfunktion {\displaystyle \tan(y+n\pi )=\tan y} gibt es zu einem {\displaystyle x} unendlich viele {\displaystyle y}-Werte.
{\displaystyle f} wird jedoch rechtseindeutig, wenn der Wertebereich eingeschränkt wird, so in
{\displaystyle f:={\Bigl \{}(x,y)\in {\bigl (}\mathbb {R} \times (\!-\pi /2,\pi /2){\bigr )}\;{\Big |}\tan y=x{\Bigr \}},}
wonach {\displaystyle f\colon \mathbb {R} \to \mathbb {R} ,x\mapsto \arctan x} der Hauptwert der Arkustangens-Funktion ist.

### Verknüpfungen bei Gruppen
Innere Verknüpfungen einer algebraischen Struktur {\displaystyle G} (z. B. einer Gruppe) sind ebenfalls Funktionen (meist mit zwei Argumenten). Für sie gelten also dieselben Bedingungen: Die Verknüpfung von Elementen der Struktur {\displaystyle G} muss ein eindeutig bestimmtes Element von {\displaystyle G} ergeben. Hier wird oft fälschlicherweise der Ausdruck Abgeschlossenheit benutzt, welcher sich aber auf die Definition von Unterstrukturen bezieht.

### Wohldefiniertheit von Mengen
Eine Menge ist wohldefiniert, wenn das Definiens für jedes beliebige Objekt eindeutig festlegt, dass es entweder Element der Menge ist oder nicht Element der Menge ist. Insbesondere werden so gewisse Formen imprädikativer Definitionen ausgeschlossen.